# Корень (математика)
Это статья об извлечении корней. См. также Корень уравнения и Корень многочлена.
Корень {\displaystyle n}-й степени из числа {\displaystyle a} определяется как такое число {\displaystyle b}, что {\displaystyle b^{n}=a.} Здесь {\displaystyle n} — натуральное число, называемое показателем корня (или степенью корня); как правило, оно больше или равно 2, потому что случай {\displaystyle n=1} не представляет интереса.
Обозначение: {\displaystyle b={\sqrt[{n}]{a}},} символ (знак корня) в правой части называется радикалом. Число {\displaystyle a} (подкоренное выражение) чаще всего вещественное или комплексное, но существуют и обобщения для других математических объектов, например, вычетов, матриц и операторов, см. ниже #Вариации и обобщения.
Примеры для вещественных чисел:
- Корнями 2-й степени из числа 9 являются {\displaystyle +3} и {\displaystyle -3,} у обоих этих чисел квадраты совпадают и равны 9
- {\displaystyle {\sqrt[{3}]{\ 64}}=4,} потому что {\displaystyle 4^{3}=64.}
- {\displaystyle {\sqrt[{3}]{\frac {8}{27}}}={\frac {2}{3}},} потому что {\displaystyle \left({\frac {2}{3}}\right)^{3}={\frac {8}{27}}.}

Как видно из первого примера, у вещественного корня чётной степени могут быть два значения (положительное и отрицательное), и это затрудняет работу с такими корнями, не позволяя использовать их в арифметических вычислениях. Чтобы обеспечить однозначность, вводится понятие арифметического корня (из неотрицательного вещественного числа), значение которого всегда неотрицательно, в первом примере это число {\displaystyle 3.} Кроме того, принято соглашение, по которому знак корня чётной степени (радикал {\displaystyle {\sqrt {}}} ) из вещественного числа всегда обозначает арифметический корень: {\displaystyle {\sqrt[{2}]{9}}=3.} Если требуется учесть двузначность корня, перед радикалом ставится знак плюс-минус; например, так делается в формуле решения квадратного уравнения {\displaystyle ax^{2}+bx+c=0}:
{\displaystyle x_{1,2}={\frac {-b\pm {\sqrt {b^{2}-4ac}}}{2a}}}
Вещественные корни чётной степени из отрицательных чисел не существуют. Для комплексного числа всегда существует корень любой степени, но результат определён неоднозначно — комплексный корень {\displaystyle n}-й степени из ненулевого числа имеет {\displaystyle n} различных значений (см. #Корни из комплексных чисел).
Операция вычисления корня и алгоритмы её реализации появились в глубокой древности в связи с практическими потребностями геометрии и астрономии, см. #История.

## Определение и связанные понятия

График значений квадратного корня: каждому значению, кроме нуля, соответствуют два значения корня различающиеся знаком

Кроме приведённого выше, можно дать два равносильных определения корня:
- Корень {\displaystyle n}-й степени из числа {\displaystyle a} есть решение {\displaystyle x} уравнения {\displaystyle x^{n}=a} (отметим, что решений может быть несколько или ни одного).
- Корень {\displaystyle n}-й степени из числа {\displaystyle a} есть корень многочлена {\displaystyle x^{n}-a,} то есть значение {\displaystyle x}, при котором указанный многочлен равен нулю.

Операция вычисления {\displaystyle {\sqrt[{n}]{a}}} называется «извлечением корня {\displaystyle n}-й степени» из числа {\displaystyle a}. Это одна из двух операций, обратных по отношению к возведению в степень, а именно — нахождение основания степени {\displaystyle b} по известному показателю {\displaystyle n} и результату возведения в степень {\displaystyle a=b^{n}}. Вторая обратная операция, логарифмирование, находит показатель степени по известным основанию и результату.
Корни второй и третьей степени употребляются особенно часто и поэтому имеют специальные названия.
- Квадратный корень: {\displaystyle {\sqrt {a}}.} В этом случае показатель степени 2 обычно опускается, а термин «корень» без указания степени чаще всего подразумевает квадратный корень. Геометрически {\displaystyle {\sqrt {a}}} можно истолковать как длину стороны квадрата, площадь которого равна {\displaystyle a}.
- Кубический корень: {\displaystyle {\sqrt[{3}]{a}}.} Геометрически {\displaystyle {\sqrt[{3}]{a}}} — это длина ребра куба, объём которого равен {\displaystyle a}.

## Корни из вещественных чисел
В данном разделе всюду {\displaystyle n} — натуральное число, {\displaystyle a,b} — вещественные числа. Корень {\displaystyle n}-й степени из вещественного числа {\displaystyle a}, в зависимости от чётности {\displaystyle n} и знака {\displaystyle a}, может иметь от 0 до 2 вещественных значений.

### Общие свойства
- Корень нечётной степени из положительного числа — положительное число, однозначно определённое.

| {\displaystyle {\sqrt[{n}]{a}}=b}, где {\displaystyle a,b>0,} {\displaystyle n} — нечётное |

Например, {\displaystyle {\sqrt[{3}]{125}}=5,\ {\sqrt[{5}]{32}}=2,\ {\sqrt[{15}]{1}}=1}
- Корень нечётной степени из отрицательного числа — отрицательное число, однозначно определённое.

| {\displaystyle {\sqrt[{n}]{a}}=b}, где {\displaystyle a,b<0,} {\displaystyle n} — нечётное |

Например, {\displaystyle {\sqrt[{3}]{-8}}=-2,\ {\sqrt[{5}]{-243}}=-3,\ {\sqrt[{7}]{-1}}=-1}
- Корень чётной степени из положительного числа имеет два значения с противоположными знаками, но равными по модулю.

| {\displaystyle \pm {\sqrt[{n}]{a}}=\pm b}, где {\displaystyle a,b>0,} {\displaystyle n} — чётное |

Например, {\displaystyle \pm {\sqrt {4}}=\pm 2,\ \ \pm {\sqrt[{4}]{81}}=\pm 3,\ \ \pm {\sqrt[{10}]{1024}}=\pm 2}
- Корень чётной степени из отрицательного числа не существует в области вещественных чисел, поскольку при возведении любого вещественного числа в степень с чётным показателем результатом будет неотрицательное число. Ниже будет показано, как извлекать такие корни в более широкой системе — множестве комплексных чисел (тогда значениями корня будут {\displaystyle n} комплексных чисел).

| {\displaystyle {\sqrt[{n}]{a}}} не существует в области вещественных чисел, если {\displaystyle a<0,} {\displaystyle n} — чётное |

- Корень любой натуральной степени из нуля — ноль.

| {\displaystyle {\sqrt[{n}]{0}}=0} |

### Предостережение
Как сказано выше: «Корень чётной степени из отрицательного числа не существует в области вещественных чисел». При этом в области комплексных чисел такой корень существует.  Поэтому следует всегда учитывать, в какой числовой системе (вещественных или комплексных чисел) мы извлекаем корень.   
1. Пример. В области вещественных чисел, квадратный корень из {\displaystyle -9} не существует.
2. Пример. В области комплексных чисел, квадратный корень из {\displaystyle -9} равен {\displaystyle \pm 3i.}

### Арифметический корень

График функции арифметического квадратного корня

Выше уже говорилось, что корни чётной степени определены, вообще говоря, неоднозначно, и этот факт создаёт неудобства при их использовании. Поэтому было введено практически важное ограничение этого понятия.
Арифметический корень {\displaystyle n}-й степени из неотрицательного вещественного числа {\displaystyle a} — это неотрицательное число {\displaystyle b}, для которого {\displaystyle b^{n}=a.} Обозначается арифметический корень знаком радикала.
Таким образом, арифметический корень, в отличие от корня общего вида (алгебраического), определяется только для неотрицательных вещественных чисел, а его значение всегда существует, однозначно и неотрицательно. Например, квадратный корень из числа {\displaystyle 4} имеет два значения: {\displaystyle 2} и {\displaystyle -2}, из них арифметическим является первое.

### Алгебраические свойства
Приведённые ниже формулы верны, прежде всего, для арифметических корней любой степени (кроме особо оговоренных случаев). Они справедливы также для корней нечётной степени, у которых допускаются и отрицательные подкоренные выражения.
- Взаимопогашение корня и степени:[10] 
  - для нечётного {\displaystyle n}:    {\displaystyle {\sqrt[{n}]{a^{n}}}=a},
  - для чётного {\displaystyle n}:    {\displaystyle {\color {blue}{\sqrt[{\color {black}n}]{\color {black}{a^{n}}}}}=|a|}
- Если {\displaystyle a<b}, то и {\displaystyle {\color {blue}{\sqrt[{\color {black}n}]{\color {black}{a}}}}<{\color {blue}{\sqrt[{\color {black}n}]{\color {black}{b}}}}}

Корень из произведения равен произведению корней из сомножителей:
- {\displaystyle {\color {blue}{\sqrt[{\color {black}n}]{\color {black}{ab}}}}={\color {blue}{\sqrt[{\color {black}n}]{\color {black}{a}}}}{\color {blue}{\sqrt[{\color {black}n}]{\color {black}{b}}}}}

Аналогично для деления:
- {\displaystyle {\color {blue}{\sqrt[{\color {black}n}]{\color {black}{\frac {a}{b}}}}}={\frac {\color {blue}{\sqrt[{\color {black}n}]{\color {black}{a}}}}{\color {blue}{\sqrt[{\color {black}n}]{\color {black}{b}}}}},\;b\neq 0}

Следующее равенство есть определение возведения в дробную степень:
- {\displaystyle a^{m/n}={\color {blue}{\sqrt[{\color {black}n}]{\color {black}{a^{m}}}}}=\left({\color {blue}{\sqrt[{\color {black}n}]{\color {black}{a}}}}\right)^{m}=\left(a^{1/n}\right)^{m}}

Величина корня не изменится, если его показатель и степень подкоренного выражения разделить на одно и то же число (множитель показателя степени и показатель степени подкоренного выражения):
- {\displaystyle {\color {blue}{\sqrt[{\color {black}nk}]{\color {black}{a^{mk}}}}}={\color {blue}{\sqrt[{\color {black}n}]{\color {black}{a^{m}}}}},\;n,k\in \mathbb {N} .} Пример: {\displaystyle {\color {blue}{\sqrt[{\color {black}6}]{\color {black}{64}}}}={\color {blue}{\sqrt[{\color {black}{2\cdot 3}}]{\color {black}{4^{3}}}}}={\color {blue}{\sqrt {\color {black}{4}}}}=2}
- {\displaystyle {\color {blue}{\sqrt[{\color {black}n}]{\color {blue}{\sqrt[{\color {black}k}]{\color {black}{a}}}}}}={\color {blue}{\sqrt[{\color {black}nk}]{\color {black}{a}}}},\;n,k\in \mathbb {N} }

Для корней нечётной степени укажем дополнительное свойство:
- {\displaystyle {\sqrt[{n}]{-a}}=-{\sqrt[{n}]{a}}}

### Извлечение корня и возведение в дробную степень
Операция возведения в степень первоначально была введена как сокращённая запись операции умножения натуральных чисел: {\displaystyle m^{n}={\color {Gray}\underbrace {\color {Black}m\cdot m\cdot \dots \cdot m} _{\color {Black}n}}}. Следующим шагом было определение возведения в произвольную целую, в том числе отрицательную, степень: {\displaystyle m^{-n}={\frac {1}{m^{n}}}.}
Операция извлечения арифметического корня позволяет определить возведение положительного числа в любую рациональную (дробную) степень:
{\displaystyle a^{\frac {m}{n}}={\color {blue}{\sqrt[{\color {black}n}]{\color {black}{a^{m}}}}},}     {\displaystyle a>0}
При этом числитель {\displaystyle m} дроби {\displaystyle {\frac {m}{n}}} может иметь знак. Свойства расширенной операции в основном аналогичны возведению в целую степень.
Это определение означает, что извлечение корня и обратное к нему возведение в степень фактически объединяются в одну алгебраическую операцию. В частности:
{\displaystyle {\color {blue}{\sqrt[{\color {black}n}]{\color {black}{a}}}}=a^{\frac {1}{n}}}
Попытки возведения в рациональную степень отрицательных чисел могут привести к ошибкам, поскольку значение алгебраического корня неоднозначно, а область значений арифметического корня ограничена неотрицательными числами. Пример возможной ошибки:
{\displaystyle -1=(-1)^{2\ \cdot \ {\frac {1}{2}}}=\left({(-1)^{2}}\right)^{\frac {1}{2}}=1^{\frac {1}{2}}={\color {blue}{\sqrt {\color {black}1}}}=1}

### Функция корня

Графики функций корня
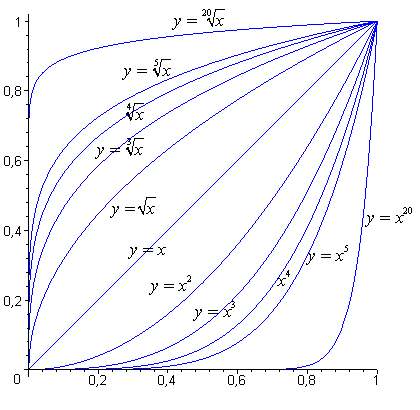
Функции корня и обратные к ним степенные функции на интервале {\displaystyle [0;\ 1]}
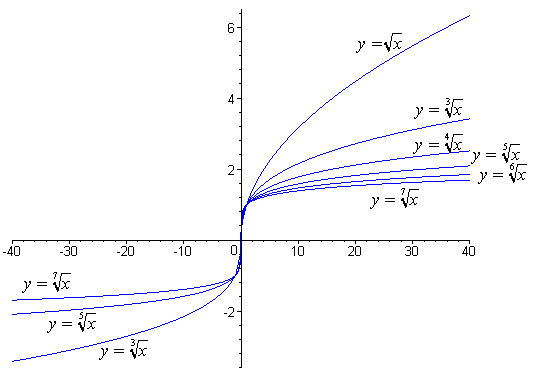
Функции корня: — арифметический, чётные степени 2, 4, 6 — общий, нечётные степени 3, 5, 7

Если рассматривать подкоренное выражение как переменную, мы получим функцию корня {\displaystyle n}-й степени: {\displaystyle y={\sqrt[{n}]{x}}}. Функция корня относится к категории алгебраических функций. График любой функции корня проходит через начало координат и точку {\displaystyle (1;\ 1)}.
Как сказано выше, для корня чётной степени, чтобы обеспечить однозначность функции, корень должен быть арифметическим, так что аргумент {\displaystyle x} неотрицателен. Функция корня нечётной степени однозначна и существует для любого вещественного значения аргумента.
| Тип функции корня | Область определения                 | Область значений                    | Другие свойства                                   |
| ----------------- | ----------------------------------- | ----------------------------------- | ------------------------------------------------- |
| Чётной степени    | {\displaystyle [0;\ +\infty )}      | {\displaystyle [0;\ +\infty )}      | Функция выпукла вверх на всей области определения |
| Нечётной степени  | {\displaystyle (-\infty ;+\infty )} | {\displaystyle (-\infty ;+\infty )} | Функция нечётна                                   |

Для любой степени функция корня строго возрастает, непрерывна всюду внутри своей области определения. Неограниченно дифференцируема всюду, кроме начала координат, где производная обращается в бесконечность . Производная определяется по формуле:
{\displaystyle {\frac {d}{dx}}{\sqrt[{n}]{x}}={\frac {1}{n{\sqrt[{n}]{x^{n-1}}}}}}   . В частности,   {\displaystyle {\frac {d}{dx}}{\sqrt {x}}={\frac {1}{2{\sqrt {x}}}}}.
Функция неограниченно интегрируема во всей области определения. Неопределенный интеграл ищется по формуле:
{\displaystyle \int {\sqrt[{n}]{x}}\;dx={\frac {\sqrt[{n}]{x^{n+1}}}{1+{\frac {1}{n}}}}+C}   . В частности,   {\displaystyle \int {\sqrt {x}}\;dx={\frac {2{\sqrt {x^{3}}}}{3}}+C}   , где   {\displaystyle C} — произвольная постоянная.
- Формула нахождения производной {\displaystyle k}-го порядка[15] функции {\displaystyle {\sqrt[{n}]{x}}}:

| {\displaystyle {\frac {d^{k}}{dx^{k}}}{\sqrt[{n}]{x}}=(-1)^{k}{\frac {\prod _{m=0}^{k-1}(mn-1)}{{n^{k}}{\sqrt[{n}]{x^{kn-1}}}}}} |
| где {\displaystyle \ k,n\in \mathbb {N} ,\ x\neq 0}                                                                              |

- Формула нахождения {\displaystyle k}-го неопределённого интеграла[16] функции {\displaystyle {\sqrt[{n}]{x}}}:

| {\displaystyle \underbrace {\int \cdots \int } _{k}{\sqrt[{n}]{x}}\ \underbrace {dx\cdots dx} _{k}={\frac {{n^{k}}{\sqrt[{n}]{x^{kn+1}}}}{\prod _{m=1}^{k}(1+mn)}}+C} |
| где {\displaystyle k,n\in \mathbb {N} ,\ C=const} |

Правые части формул являются алгебраическими выражениями, которые существуют всегда, при натуральном {\displaystyle k}. Следовательно и левые тоже.

### Предельные соотношения
Приведём несколько полезных пределов, содержащих корни.
{\displaystyle \lim _{n\to \infty }{\sqrt[{n}]{n}}=\lim _{n\to \infty }{\sqrt[{n}]{\ln n}}=1}
{\displaystyle \lim _{n\to \infty }n\left({\sqrt[{n}]{x}}-1\right)=\lim _{n\to \infty }n\left(1-{\frac {1}{\sqrt[{n}]{x}}}\right)=\ln x}
{\displaystyle \lim _{x\to 0}{\frac {{\sqrt[{n}]{(x+1)^{m}}}-1}{x}}={\frac {m}{n}}}
{\displaystyle \lim _{n\to \infty }\left({\frac {{\sqrt[{n}]{a}}+{\sqrt[{n}]{b}}}{2}}\right)^{n}={\sqrt {ab}}}

### Практическое вычисление корней
Функция вычисления квадратных и кубических корней предусмотрена во многих калькуляторах; например, калькулятор Windows показывает соответствующие кнопки в режиме «Инженерный» (Научный). Если на электронном калькуляторе есть клавиша возведения в степень: {\displaystyle y^{x},} то для извлечения корня из текущего числа надо нажать следующие клавиши.
{\displaystyle y^{x}}
Набрать показатель корня
Нажать клавишу {\displaystyle 1/x}
Нажать клавишу {\displaystyle =}
Для расчёта вручную можно использовать быстро сходящийся метод, изложенный в статье «Алгоритм нахождения корня n-ной степени». Для степеней выше третьей можно использовать логарифмическое тождество:
{\displaystyle {\sqrt[{n}]{x}}=a^{\frac {\log _{a}(x)}{n}}=e^{\frac {\ln(x)}{n}}}
Для извлечения корня надо найти логарифм подкоренного выражения, разделить на степень корня и найти антилогарифм результата.

## Корни из комплексных чисел
Зарождение понятия комплексного числа исторически было связано с желанием «легализовать» квадратные корни из отрицательных чисел. Как постепенно выяснилось, комплексные числа обладают богатыми алгебраическими и аналитическими свойствами; в частности, извлечение корней из них всегда возможно, хотя и неоднозначно. Для корней в комплексной области знак радикала обычно либо не используется, либо обозначает не функцию корня, а множество всех корней; в последнем случае, во избежание ошибок, знак радикала не должен использоваться в арифметических операциях. Пример возможной ошибки:
{\displaystyle -1=({\sqrt {-1}})^{2}={\sqrt {(-1)^{2}}}={\sqrt {1}}=1} (что, конечно, неверно)
Ошибка возникла из-за того, что неарифметический квадратный корень является многозначной функцией, и его нельзя использовать в арифметических действиях.

### Способы нахождения
Запишем комплексное число {\displaystyle z} в тригонометрической форме:
{\displaystyle z=r\left(\cos {\varphi }+i\sin {\varphi }\right)}.
Тогда корни {\displaystyle n}-й степени из {\displaystyle z} определяются формулой Муавра (тригонометрическая форма):
{\displaystyle {\sqrt[{n}]{z}}={\color {blue}{\sqrt[{\color {black}n}]{\color {black}{r}}}}\left(\cos {\frac {\varphi +2\pi k}{n}}+i\sin {\frac {\varphi +2\pi k}{n}}\right),\;k=0,1,\dots ,n-1}
или в показательной форме:
{\displaystyle z=re^{i\varphi }}
{\displaystyle {\sqrt[{n}]{z}}={\color {blue}{\sqrt[{\color {black}n}]{\color {black}{r}}}}e^{\left(i{\frac {\varphi +2\pi k}{n}}\right)},\;k=0,1,\dots ,n-1}

Корни третьей и шестой степени из единицы (вершины треугольника и шестиугольника соответственно)

| Обозначения {\displaystyle z=x+iy,\ z\in \mathbb {C} } (комплексное число), {\displaystyle x=\operatorname {Re} (z)\in \mathbb {R} } (действительная часть комплексного числа), {\displaystyle y=\operatorname {Im} (z)\in \mathbb {R} } (мнимая часть комплексного числа), {\displaystyle i} — мнимая единица, {\displaystyle r=\|z\|={\color {blue}{\sqrt {\color {black}{x^{2}+y^{2}}}}}} (модуль комплексного числа), {\displaystyle \varphi =\operatorname {arg} z=\operatorname {arctg} {\frac {y}{x}}} (аргумент комплексного числа), {\displaystyle e} — основание натурального логарифма. |

Корень степени {\displaystyle n} из ненулевого комплексного числа имеет {\displaystyle n} значений (это следствие основной теоремы алгебры), и все они различны. Значение корня, получаемое при {\displaystyle k=0}, часто называется главным.
Поскольку для всех значений корня величина модуля одинакова (он определяется как арифметический корень из модуля изначального комплексного числа), а меняется лишь его аргумент, все {\displaystyle n} значений корня располагаются на комплексной плоскости на окружности радиуса {\displaystyle {\color {blue}{\sqrt[{\color {black}n}]{\color {black}{r}}}}} c центром в начале координат. Корни делят эту окружность на {\displaystyle n} равных частей.

### Примеры
Найдём {\displaystyle {\sqrt {-4}}}. Поскольку {\displaystyle -4=4(\cos {\pi }+i\sin {\pi }),} по формуле получаем:
{\displaystyle {\sqrt {-4}}=2\left(\cos {\frac {\pi +2\pi k}{2}}+i\sin {\frac {\pi +2\pi k}{2}}\right),\;k=0,1}
При {\displaystyle k=0} получим первый корень {\displaystyle 2i}, при {\displaystyle k=1} получим второй корень {\displaystyle (-2i).}
Другой пример: найдём {\displaystyle {\sqrt[{4}]{-16}}}. Представим подкоренное выражение в тригонометрической форме:
{\displaystyle -16=16\ (\cos(\pi +2k\pi )+i\sin(\pi +2k\pi ))}
По формуле Муавра получаем:
{\displaystyle z_{k}={\sqrt[{4}]{-16}}={\sqrt[{4}]{16}}\left(\cos {\frac {\pi +2k\pi }{4}}+i\sin {\frac {\pi +2k\pi }{4}}\right)}
В итоге имеем четыре значения корня:
{\displaystyle z_{0}=2\left(\cos {\frac {\pi }{4}}+i\sin {\frac {\pi }{4}}\right)={\sqrt {2}}\ (1+i)}
{\displaystyle z_{1}=2\left(\cos {\frac {3\pi }{4}}+i\sin {\frac {3\pi }{4}}\right)={\sqrt {2}}\ (-1+i)}
{\displaystyle z_{2}=2\left(\cos {\frac {5\pi }{4}}+i\sin {\frac {5\pi }{4}}\right)=-{\sqrt {2}}\ (1+i)}
{\displaystyle z_{3}=2\left(\cos {\frac {7\pi }{4}}+i\sin {\frac {7\pi }{4}}\right)={\sqrt {2}}\ (1-i)}
Можно записать сводный ответ в виде: {\displaystyle {\sqrt[{4}]{-16}}={\sqrt {2}}\ (\pm 1\pm i)}

### Комплексная функция корня и риманова поверхность
Рассмотрим комплексную функцию корня {\displaystyle n}-й степени: {\displaystyle w={\sqrt[{n}]{z}}.} Согласно сказанному выше, эта функция является многозначной (точнее, {\displaystyle n}-значной) функцией, и это создаёт неудобства при её исследовании и применении. В комплексном анализе вместо рассмотрения многозначных функций на комплексной плоскости принято иное решение: рассматривать функцию как однозначную, но определённую не на плоскости, а на более сложном многообразии, которое называется римановой поверхностью.

Риманова поверхность для комплексного квадратного корня
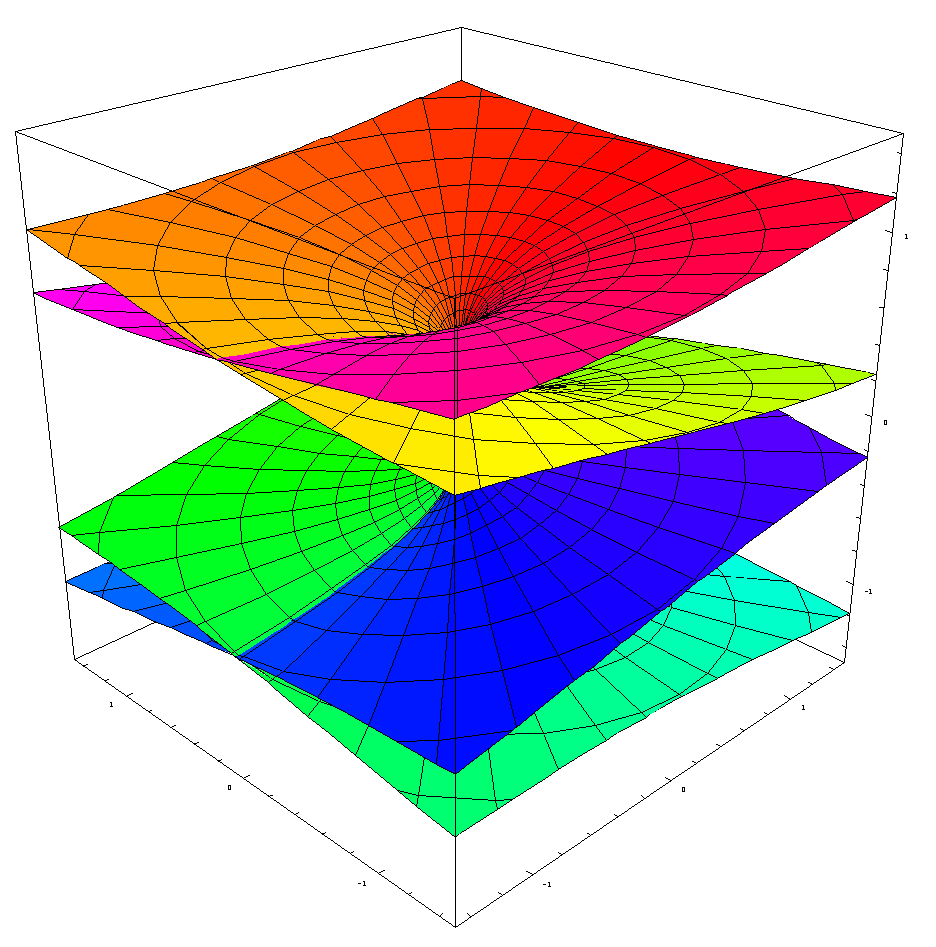
Риманова поверхность для комплексного корня 4-й степени

Для комплексной функции корня {\displaystyle n}-й степени её риманова поверхность (см. рисунки) состоит из {\displaystyle n} ветвей (листов), связанных винтообразно, причём последний лист связан с первым. Эта поверхность непрерывна и односвязна. Один из листов содержит главные значения корня, получаемые как аналитическое продолжение вещественного корня с положительного луча вещественной оси.
Опишем для простоты комплексную функцию квадратного корня. Её риманова поверхность состоит из двух листов. Первый лист можно представить как комплексную плоскость, у которой вырезан положительный луч вещественной оси. Значения функции корня {\displaystyle w} на этом листе имеют вдвое меньший аргумент, чем {\displaystyle z}, и поэтому они заполняют верхнюю часть комплексной плоскости значений. На разрезе первый лист склеен со вторым, и функция непрерывно продолжается через разрез на второй лист, где её значения заполняют нижнюю часть комплексной плоскости значений. Оставшиеся свободными начало первого листа и конец второго тоже склеим, после чего полученная функция на римановой поверхности становится однозначной и всюду непрерывной.
Единственный нуль у функции (первого порядка) получается при {\displaystyle z=0}. Особые точки: {\displaystyle z=0} и {\displaystyle z=\infty } (точки разветвления бесконечного порядка). Понятие точки разветвления означает, что замкнутый контур в окрестности нуля неизбежно содержит переход с листа на лист.
В силу односвязности риманова поверхность корня является универсальной накрывающей для комплексной плоскости без точки {\displaystyle 0}.

## Вариации и обобщения
Корень {\displaystyle n}-й степени из {\displaystyle a} есть решение уравнения {\displaystyle x^{n}=a}, и его в принципе можно определить всюду, где такое уравнение имеет смысл. Чаще всего рассматривают такие обобщения в алгебраических кольцах. Лучше всего исследованы обобщённые квадратные корни.
Если кольцо есть область целостности, то квадратных корней из ненулевого элемента может быть либо два, либо ни одного. В самом деле, если имеются два корня {\displaystyle a,b,} то {\displaystyle a^{2}=b^{2},} откуда: {\displaystyle (a-b)(a+b)=0}, то есть, в силу отсутствия делителей нуля, {\displaystyle a=\pm b}. В более общем случае, когда в кольце имеются делители нуля или оно некоммутативно, число корней может быть любым.
В теории чисел рассматривается конечное кольцо вычетов по модулю {\displaystyle m}: если сравнение {\displaystyle x^{n}\equiv a{\pmod {m}}} имеет решение, то целое число {\displaystyle a} называется вычетом степени n (в противном случае — невычетом степени n). Решение {\displaystyle x}, если оно существует, является полным аналогом корня n-й степени из целого числа {\displaystyle a}. Чаще всего используются случаи:
- {\displaystyle n=2} (квадратичные вычеты)
- {\displaystyle n=3} (кубические вычеты)
- {\displaystyle n=4} (биквадратичные вычеты)

Корни для кватернионов имеют много общего с комплексными, но есть и существенные особенности. Квадратный кватернионный корень обычно имеет 2 значения, но если подкоренное выражение — отрицательное вещественное число, то значений бесконечно много. Например, квадратные корни из {\displaystyle -1} образуют трёхмерную сферу, определяемую формулой:
{\displaystyle \{ai+bj+ck\mid a^{2}+b^{2}+c^{2}=1\}\,.}
Для кольца квадратных матриц доказано, что если матрица положительно определена, то положительно определённый квадратный корень из матрицы существует и единственен. Для матриц других типов корней может быть сколько угодно (в том числе ни одного).
Квадратные корни вводятся также для функций, операторов и других математических объектов.

## История

### Развитие понятия

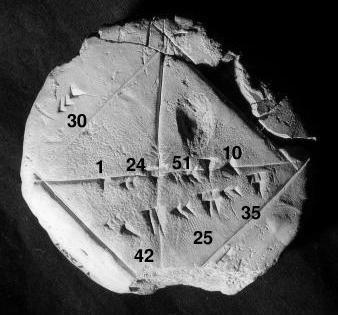
Вавилонская табличка (около 1800—1600 г. до н. э.) с вычислением

Первые задачи, связанные с извлечением квадратного корня, обнаружены в трудах вавилонских математиков (о достижениях древнего Египта в этом отношении ничего не известно). Среди таких задач:
- Применение теоремы Пифагора для нахождения стороны прямоугольного треугольника по известным двум другим сторонам.
- Нахождение стороны квадрата, площадь которого задана.
- Решение квадратных уравнений.

Вавилонские математики (II тысячелетие до н. э.) разработали для извлечения квадратного корня особый численный метод. Начальное приближение для {\displaystyle {\sqrt {a}}} рассчитывалось исходя из ближайшего к корню (в меньшую сторону) натурального числа {\displaystyle n}. Представив подкоренное выражение в виде: {\displaystyle a=n^{2}+r}, получаем: {\displaystyle x_{0}=n+{\frac {r}{2n}}}, затем применялся итеративный процесс уточнения, соответствующий методу Ньютона:
{\displaystyle x_{n+1}={\frac {1}{2}}~\left(x_{n}+{\frac {a}{x_{n}}}\right)\ }
Итерации в этом методе очень быстро сходятся. Для {\displaystyle {\sqrt {5}}}, например, {\displaystyle a=5;\;n=2;\;r=1;\ x_{0}={\frac {9}{4}}=2{,}25,} и мы получаем последовательность приближений:
{\displaystyle x_{1}={\frac {161}{72}}=2{,}23611;\;x_{2}={\frac {51841}{23184}}=2{,}2360679779}
В заключительном значении верны все цифры, кроме последней.
Аналогичные задачи и методы встречаются в древнекитайской «Математике в девяти книгах». Древние греки сделали важное открытие: {\displaystyle {\sqrt {2}}} — иррациональное число. Детальное исследование, выполненное Теэтетом Афинским (IV век до н. э.), показало, что если корень из натурального числа не извлекается нацело, то его значение иррационально.
Греки сформулировали проблему удвоения куба, которая сводилась к построению кубического корня с помощью циркуля и линейки. Проблема оказалась неразрешимой. Численные алгоритмы извлечения кубического корня опубликовали Герон (в трактате «Метрика», I век н. э.) и индийский математик Ариабхата I (V век).
Алгоритмы извлечения корней любой степени из целого числа, разработанные индийскими и исламскими математиками, были усовершенствованы в средневековой Европе. Николай Орем (XIV век) впервые истолковал корень {\displaystyle n}-й степени как возведение в степень {\displaystyle {\frac {1}{n}}}.
После появления формулы Кардано (XVI век) началось применение в математике мнимых чисел, понимаемых как квадратные корни из отрицательных чисел. Основы техники работы с комплексными числами разработал в XVI веке Рафаэль Бомбелли, который также предложил оригинальный метод вычисления корней (с помощью цепных дробей). Открытие формулы Муавра (1707) показало, что извлечение корня любой степени из комплексного числа всегда возможно и не приводит к новому типу чисел.
Комплексные корни произвольной степени в начале XIX века глубоко исследовал Гаусс, хотя первые результаты принадлежат Эйлеру. Чрезвычайно важным открытием (Галуа) стало доказательство того факта, что не все алгебраические числа (корни многочленов) могут быть получены из натуральных с помощью четырёх действий арифметики и извлечения корня.

### Этимология термина и происхождение символики
Термин корень имеет долгую и сложную историю. Извлечение квадратного корня древние греки понимали строго геометрически: как нахождение стороны квадрата по известной его площади. После перевода на санскрит греческое слово «сторона» превратилась в «мула» (основание). Слово «мула» имело также значение «корень», поэтому при переводе индийских сиддхант на арабский использовался термин «джизр» (корень растения). Впоследствии аналогичное по смыслу слово «radix» закрепилось в латинских переводах с арабского, а через них и в русской математической терминологии («корень», «радикал»).
Средневековые математики (например, Кардано) обозначали квадратный корень символом Rx, сокращение от слова «radix». Современное обозначение впервые употребил немецкий математик Кристоф Рудольф, из школы коссистов (то есть алгебраистов), в 1525 году. Происходит этот символ от стилизованной первой буквы того же слова «radix». Черта над подкоренным выражением вначале отсутствовала; её позже ввёл Декарт (1637) для иной цели (вместо скобок), и эта черта вскоре слилась со знаком корня.
Показатель степени появился в знаке корня благодаря Валлису и «Универсальной арифметике» Ньютона (XVIII век).